# Алан Френсіс Брук
Сер Алан Френсіс Брук (англ. Alan Francis Brooke) (23 липня 1883, Баньєр-де-Бігорр — 17 червня 1963, Гартлі-Вінтні, Гемпшир) — британський воєначальник, фельдмаршал Британської армії, барон, 1-й віконт Аланбрук, учасник Першої та Другої світових воєн. З початком Другої світової війни керував протиповітряною обороною Великої Британії, потім командував корпусом у Французькій кампанії. Відзначився в організації евакуації союзних військ з Дюнкерка. З грудня 1941 року начальник Імперського Генерального штабу, як голова Комітету начальників штабів був найголовнішим військовим радником прем'єр-міністра Великої Британії Вінстона Черчилля, й в цієї ролі грав виключне значення для формування військової стратегії Британської імперії протягом усієї війни.
Після завершення військової служби в лавах Збройних сил Великої Британії, Аланбрук (віконт) служив Лордом-верховним констеблем Англії під час коронації королеви Єлизавети ІІ в 1953. Особисті щоденники Брука, що вийшли у світ після війни привертають уваги різкою критикою фельдмаршалом В. Черчилля та інших політичних і військових лідерів часів світової війни.

## Біографія

### Ранні роки, Перша світова
Алан Френсіс Брук народився 23 липня 1883 року у французькому містечку Баньєр-де-Бігорр у Верхніх Піренеях у славетній родині спадкових військовиків англо-ірландського походження із Західного Ольстера. Він був сьомим та наймолодшим сином відомого англійського натураліста сера Віктора Брук, 3-го баронета Кольбрука та Еліс Беллінгам, доньки Алана Беллінгама з Лаута. До 16 років майбутній фельдмаршал мешкав у французькому місті По, де здобув освіту. Вільно розмовляв англійською та французькою мовами, а також німецькою, й трохи володів урду та перською.
Військова кар'єра
- 24 грудня 1902 — другий лейтенант
- 24 грудня 1905 — лейтенант
- 30 жовтня 1914 — капітан
- 24 квітня 1916 — майор
- 1 січня 1919 — підполковник
- 26 лютого 1929 — полковник
- 31 травня 1935 — бригадир
- 8 листопада 1935 — майор-генерал
- 15 липня 1938 — лейтенант-генерал
- 20 липня 1940 — генерал
- 1 січня 1944 — фельдмаршал

24 грудня 1902 року закінчив навчання у Королівській військовій академії у Вулвіч (Лондон)і та отримав військове звання другий лейтенант і призначення до Королівського полку артилерії.
За часів Першої світової війни бився на Західному фронті в лавах британської артилерії, що в ті роки здобув славу відмінного планувальника операцій. Під час битви на Соммі запропонував французьким союзникам метод ведення артилерійського вогню — рухомий загороджувальний вогонь — що допомагав французькій піхоті наступати в умовах ведення кулеметного вогню німцями. Надалі змагався в битві за Вімі рідж. Війну завершив у званні підполковника та був відзначений орденом «За видатні заслуги».

### Міжвоєнний час
Після завершення воєнних дій в Європі, А. Брук продовжив службу в лавах британської армії. Був викладачем у Штабному коледжі в Камберлі та Імперському коледжі оборонних наук, там він познайомився з багатьма майбутніми британськими керівниками армії та флоту, що битимуться в Другій світовій. Продовжував службу на різних посадах, у 1938 році став генерал-лейтенантом і командиром корпусу ППО (який у квітні 1939 року перейменували на Протиповітряне командування). За цей час зблизився з командувачем Винищувального командування маршалом повітряних сил Г. Даудінгом, що пізніше зіграло неабияку роль у взаємодії двох видів у битві за Британію. У липні 1939 року А. Брук отримав призначення на посаду командувача Південного командування. Напередодні світової війни чимало керівників розглядали А. Брука як одного з найперспективніших та найталановитіших генералів британської армії.

### Друга світова

#### На Західному фронті та оборона Британії

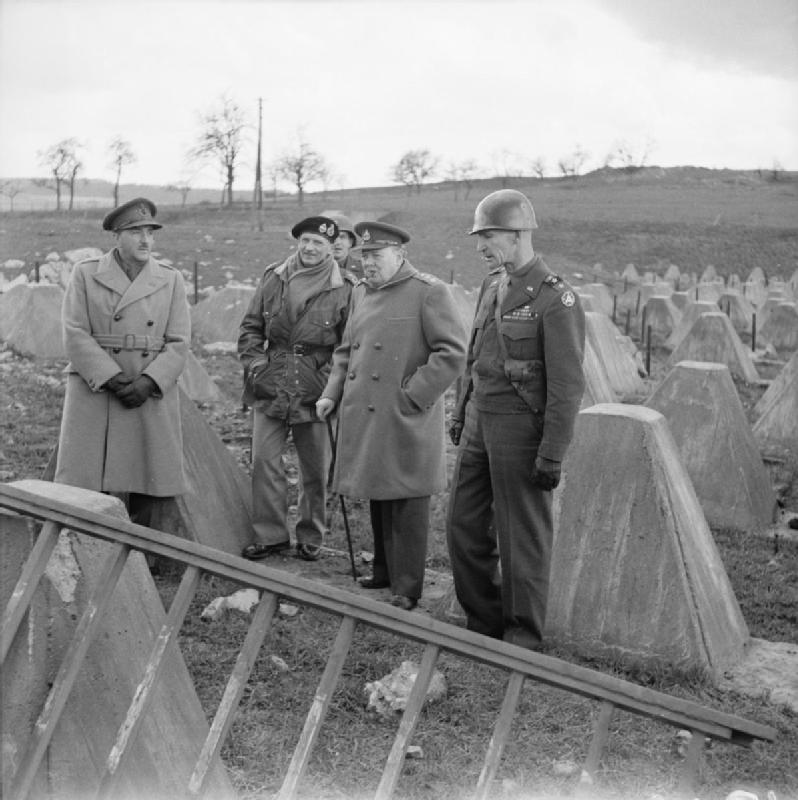
Начальник Генерального штабу фельдмаршал А. Брук з прем'єр-міністром В. Черчиллем, фельдмаршалом Б. Монтгомері та командувачем 9-ї американської армії В. Сімпсоном біля фортифікаційних споруд лінії Зігфрида. 4 березня 1945 р.

1 вересня 1939 року Німеччина напала на Польщу, а вже 3 вересня Велика Британія оголосила війну Німеччині. Генерал-лейтенант А. Брук був призначений командиром II корпусу Британських експедиційних сил, до складу якого входили зокрема 3-тя піхотна дивізія генерал-майора Б. Монтгомері та 4-та піхотна дивізія генерал-майора Д. Джонсона. Будучи кадровим офіцером і ветераном Першої світової війни, А. Брук мав доволі скептичний погляд на спроможності союзних військ протистояти німецькому вермахту. Ще гіршої думки він був стосовно бойових можливостей та бойового духу французької та бельгійської армії. Одного разу відвідавши передові частини на фронті він був шокований, побачивши занедбаний стан особового складу, коней та техніки, що вийшли воювати проти німецьких військ.

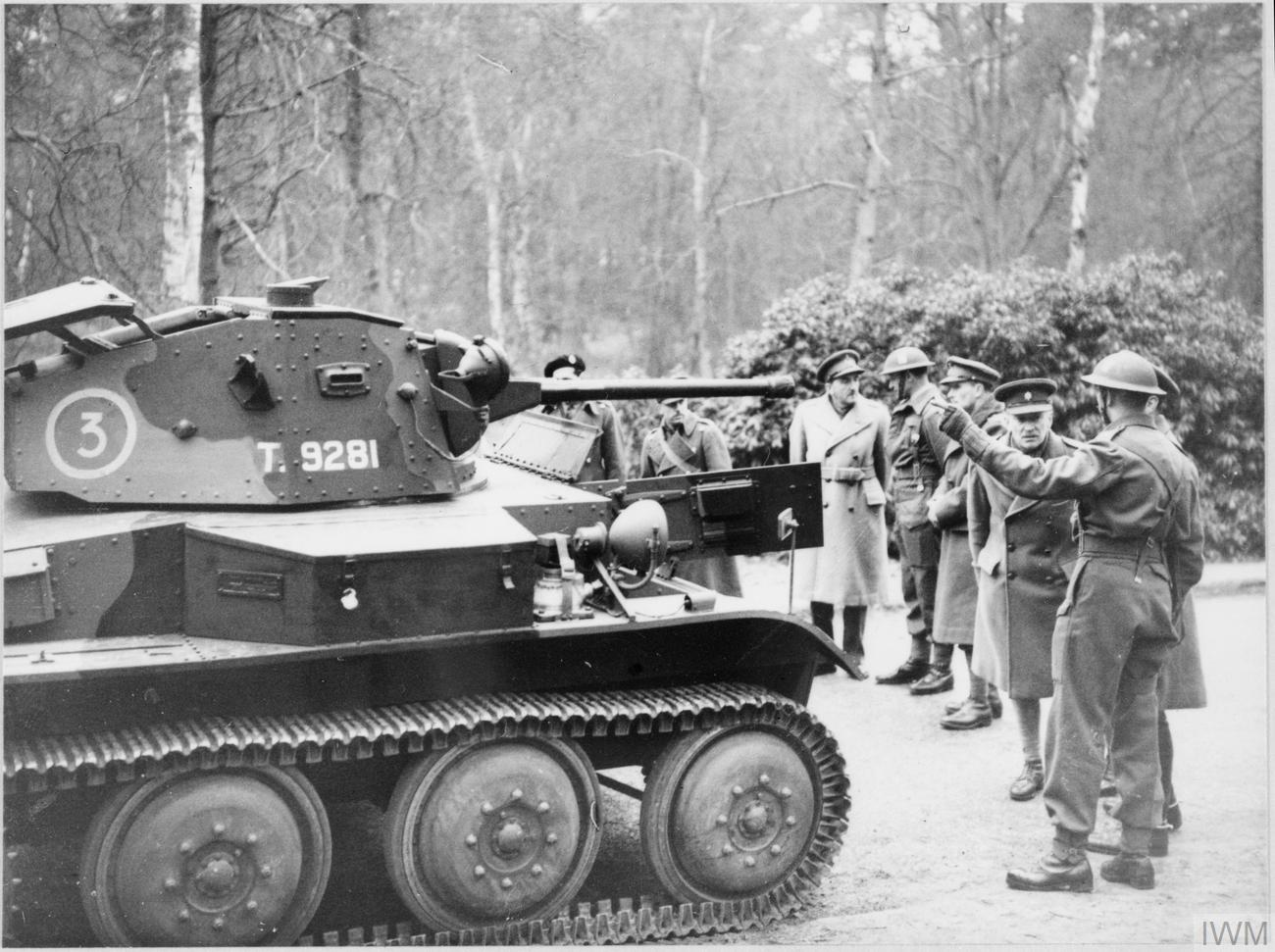
Генерал Алан Брук відвідує підлеглий підрозділ, озброєний танками Mk VII «Тетрарх», що входили до Сил метрополії. Штабний коледж у Камберлі. 6 січня 1941 р.

Вище військове керівництво Великої Британії в Нормандії. Начальник Генерального штабу фельдмаршал А. Брук, прем'єр-міністр Великої Британії В. Черчилль, головнокомандувач 21-ю групою військ союзників генерал Б. Монтгомері. 12 червня 1944 р.

Дуже напружені стосунки склались між командиром II корпусу та командувачем Британських експедиційних сил генералом Дж. Ґортом, який на думку А. Брука занадто багато часу присвячував несуттєвим деталям і не мав стратегічного мислення й не мав таланту полководця. У свою чергу, Дж. Ґорт вважав А. Брука песимістом, яким він заражав інших, і хотів змінити його на посаді командира корпусу.
З початком німецької операції «Гельб», британські війська вступили в битву. Генерал А. Брук проявив себе як гарний грамотний військовий керманич, вміло командував корпусом, особливо ефективно він діяв під час відведення союзних військ до Дюнкерка та при боях в оточенні. Вміло маневруючи своїми військами, командир корпусу зміг стримати наступ німецьких формувань та надати час на евакуації основних сил угруповання з Дюнкерського плацдарму.
29 травня 1940 року генерал А. Брук отримав наказ свого начальника, генерала Дж. Ґорта, передати справи Б. Монтгомері та відбути до Англії. За свідоцтвом Б. Монтгомері Брук, який не очікував, що його примусять кинути своїх людей, не витримав та розплакався прямо на пляжі в Де-Панне. 30 травня генерал на есмінці виплив до берегів Британії. Прибувши до Лондона, А. Брук намагався переконати своє керівництво в тому, що дії англійських військ на континенті на той час марними й призводять лише до втрат особового складу й техніки. На першій зустрічі з прем'єр-міністром В. Черчиллем він настоював на тому, що війська потрібно терміново рятувати та якомога швидше відводити до Британських островів. Врешті-решт А. Бруку вдалося переконати своїх начальників і незабаром Черчилль віддав наказ розпочати евакуацію британських військ з портів північно-західної Франції. Загалом понад 200 000 англійських та союзних військових були перевезені морським транспортом до Британії.
З липня 1940 року генерал А. Брук отримав під своє керівництво Домашні сили, на які покладалися завдання із забезпечення протидесантної оборони Британських островів. На А. Брука особисто була покладена місія захисту батьківщини в разі спроби вторгнення німецького морського десанту через Ла-Манш. На відміну від свого попередника генерала Е. Айронсайда, який тяжив до побудови статичної берегової оборони по всьому узбережжю Англії, А. Брук був палким прибічником маневрового характеру оборони й доклав багато зусиль, створюючи потужні мобільні резерви та розробляючи детальні плани проведення контратак у разі висадки морського десанту противника. На передових рубежах поздовж берега залишався невеликий за чисельністю кордон сил, який грав роль першого ешелону й мав завдання максимально стримати просування німецьких військ у разі їхньої появи.
Найзагрозливішим в цій ситуації генерал А. Брук вважав відсутність єдиного командування — об'єднаного органу управління над усіма трьома видами збройних сил — що мало планувати усі спектри в обороні острову.

#### Начальник Імперського генштабу
У грудні 1941 року генерал-лейтенант А. Брук змінив на посаді начальника Імперського генерального штабу фельдмаршала сера Д. Ділла, який змушений пити з посади за станом здоров'я. Одночасно, А. Брук став головою Комітету начальників штабів і представляв у ньому британську армію. Головою комітету він був до березня 1942 року, доки його не змінив адмірал флоту Д. Паунд.
До кінця Другої світової війни фельдмаршал А. Брук грав роль найголовнішого військового радника прем'єр-міністра Великої Британії Вінстона Черчилля, а також у Військовому кабінеті країни, й мав виключну вагу у формуванні військової стратегії Британської імперії. Як член Об'єднаного комітету начальників штабів союзників брав активну участь у плануванні стратегічних дій союзних військ. Вважав, що результат війни буде вирішений після вторгнення союзних армій до Західної Європи і спільного наступу союзних і радянських військ на Німеччину. Однак необхідною умовою вторгнення вважав очищення від німецько-італійських військ Північної Африки і Середземного моря. Наполягав на тому, що розгром та виведення Італії з війни гратиме вирішальну роль у поступовому ослабленні нацистської Німеччини. Цей крок мав забезпечити тил армій на континенті і давав можливість завдати третій удар по Німеччині з південного напрямку. В цілому така стратегія була прийнята за основу союзниками, тому Брук вважається на Заході одним з основних авторів стратегічного розгрому Німеччини. Активно сперечався з вищим американським командуванням, у якого панувала ідея висадки в Західній Європі, не чекаючи остаточного очищення Середземномор'я.
Посада начальника Імперського генштабу не була найпрестижнішою в британській армії під час війни; набагато більшу популярність мали командувачі на театрах війни. Але саме начальник генштабу мав право відбору та призначення на ці посади своїх кандидатів. А. Брук часто жалкувався, що багато гарних та талановитих офіцерів загинуло в роки Першої світової війни й що саме цей фактор вплинув на результат воєнної кампанії 1939—1940 року в Західній Європі. В 1942 році начальник генштабу наполіг на призначенні командувачем 8-ї армії генерала Б. Монтгомері замість сера К. Окінлека, який одночасно був головнокомандувачем Середньосхідного командування. В. Черчилль настоював на кандидатурі командувача генерала В. Готта. Проте, не встигнувши зайняти пост, 7 серпня 1942 року Вільям Готт загинув на борту транспортного літака «Бомбей», який був збитий німецькими винищувачами Me 109 з JG 27 при посадці на аеродромі в Каїрі.
На посаді начальника Імперського Генерального штабу багато сперечався з Черчиллем, якого вважав геніальним політиком і некомпетентним військовим. Прагнув обмежити роль Черчилля у вирішенні суто військових питань, що ще більше посилювало їхні суперечки. За визнанням самого Черчилля, його конфлікти з Бруком доходили до взаємних ударів кулаками по столу і вкрай підвищених тонів при розмові. Тим не менш, він не вважав за потрібне замінити А. Брука на більш зручну людину, оскільки визнавав корисним мати компетентного сперечальника, ніж некомпетентного угодовця на вищому військовому посту. Серед багатьох конфліктів цих керівників можна відзначити суперечки щодо дій британських військ на Тихому океані (Черчилль прагнув наступати через Бірму для повернення її під британське управління, а А. Брук пропонував завдати головний удар з Австралії спільно з американцями для відсікання японських військ від Японії), з питання бойових дій проти грецьких визвольних сил в 1944 році (Брук був противником початку бойових дій у Греції, вважаючи, що вони відвернуть частину сил від другого фронту і оцінюючи комуністичну загрозу в Греції як маловірогідну).
У 1942 році Брук відхилив пропозицію обійняти посаду Головнокомандувача британськими військами на Середньому Сході, не бачачи гідну заміну собі в Генеральному штабі. Зате він прагнув стати Головнокомандувачем об'єднаними силами в Західній Європі в 1944 році, але на цей раз проти його кандидатури виступив В. Черчилль. Тоді Брук рекомендував на цю посаду генерала Джорджа Маршалла, але рішення було прийнято на користь Дуайта Ейзенхауера, що дуже дратувало Брука.
1 січня 1944 року підвищений у фельдмаршали, а після закінчення Другої світової війни у вересні 1945 року отримав титул барона Аланбрука Брукбороського.

### Відставка та смерть
Після завершення війни, фельдмаршал А. Брук продовжував проходити військову службу на посаді начальника Генерального штабу Британської імперії. 25 червня 1946 року він пішов у відставку та зайнявся громадською та комерційною діяльністю. Був директором Англо-перської нафтової компанії, Мідлендського банку, Національної дисконтної компанії тощо.
17 червня 1963 року британський фельдмаршал Алан Френсіс Брук дістав серцевий напад та помер у себе вдома у Гартлі-Вінтні у графстві Гемпшир.